# Foster-Halbinsel
Die Foster-Halbinsel ist eine hoch aufragende und vereiste Halbinsel an der Black-Küste des Palmerlands auf der Antarktischen Halbinsel. Sie trennt das Palmer Inlet vom Lamplugh Inlet.
Der United States Geological Survey kartierte sie im Jahr 1974. Das Advisory Committee on Antarctic Names benannte sie 1976 nach Theodore D. Foster, Ozeanograph im United States Antarctic Research Program und 1969 Teilnehmer an den International Weddell Sea Oceanographic Expeditions sowie von 1972 bis 1973 und von 1974 bis 1975 Leiter von Mannschaften bei dieser Forschungsreihe.